# Florian Iberer
Florian Iberer (* 7. Dezember 1982  in Graz) ist ein österreichischer Eishockeyspieler, der seit Januar 2019 bei der VEU Feldkirch aus der Alps Hockey League unter Vertrag steht. Seine Brüder Matthias und Martin sind ebenfalls Eishockeyspieler. Seine Schwester Anna ist Jugend-Olympia-Silbermedaillistin.

## Karriere
Florian Iberer begann seine Karriere im Alter von sechs Jahren beim EC Graz, ehe er ab 1999 für die neu gegründeten EC Graz 99ers spielte. Im Jahr 2000 gewann er mit den 99ers die Meisterschaft der Eishockey-Nationalliga und stieg in die Österreichische Eishockey-Liga auf. Innerhalb der folgenden fünf Jahre etablierte er sich in der Herrenmannschaft der 99ers, kam aber während der Saison 2001/02 auch noch bei den U20-Junioren des Vereins zum Einsatz. In der Österreichischen Eishockey-Liga fiel er weniger durch Scorerpunkte, als durch solide Defensivarbeit auf. Dadurch konnte er ab 2003 positive Plus/Minus-Statistiken erreichen.
2005 entschied er sich zu einem Wechsel in die USA und erhielt zunächst einen Vertrag bei den Bakersfield Condors aus de ECHL. Bei den Condors war Iberer nach dem Trainingslager jedoch nur der siebte Verteidiger, so dass ihm der Trainer von Bakersfield riet, den Verein zu wechseln. Wenige Tage später wurde Iberer dann von den Quad City Mallards aus der UHL verpflichtet. Da der Trainer der Mallards jedoch einen Offensivverteidiger suchte, schickten die Mallards Iberer zu den Elmira Jackals, bei denen sich dieser schnell etablierte. In 61 Saisonspielen für die Jackals erzielte er 30 Scorerpunkte. Während der folgenden Sommerpause wechselte Iberer in die ECHL zu den Alaska Aces, für die er jedoch nur 49 Spiele absolvierte und ansonsten als überzähliger Verteidiger nicht zum Einsatz kam. Daher verließ er die Aces im Sommer 2007 und wurde von den Kalamazoo Wings verpflichtet, die damals an der IHL teilnahmen. Bei den Wings gehörte er sofort zu den Stammspielern und erzielte in den ersten 33 Saisonspielen 30 Scorerpunkte, so dass er Mitte der Saison punktbester Verteidiger der Liga war. Das veranlasste mehrere Clubs aus Österreich, Vertragsangebote an Iberer zu schicken. Dieser entschied sich Mitte Januar 2008 für einen Vertrag bis Ende der Saison 2008/09 beim EHC Linz, wo auch sein Bruder Matthias spielte. Mit dem EHC erreichte Iberer den Gewinn des Grunddurchgangs der Saison 2007/08 und drang bis ins Playoff-Halbfinale vor. Im Sommer 2009 lief sein Vertrag in Linz aus und verließ den EHC. Anschließend unterzeichnete er einen Vertrag über zwei Jahre bei seinem Heimatverein, den EC Graz 99ers. Die 99ers gewannen den Grunddurchgang der Saison 2009/10. Zuvor hatte sich Iberer im Januar 2010 eine Herzmuskelentzündung zugezogen, die ihn zu einem vorzeitigen Saisonende zwang. Dadurch absolvierte er in der Spielzeit 2009/10 nur 27 Partien für die Graz 99ers.
Bis 2011 absolvierte Iberer über 360 Ligaspiele in der EBEL für die Graz 99ers und den EHC Linz. Im Sommer 2011 nahm er, nachdem er in Graz keinen neuen Vertrag mehr bekommen hatte, am Trainingslager der Dresdner Eislöwen teil und erhielt vor Saisonstart einen Vertrag. In der Folge etablierte er sich innerhalb des Teams als offensiv-starker Verteidiger, der nach der Hauptrunde der 2. Bundesliga teamintern drittbester Scorer und ligaweit bester Torschütze aller Verteidiger war. Folgerichtig wurde Iberer im März 2012 durch ein Gremium, bestehend aus Experten der Zeitschrift Eishockey News und den Cheftrainern Clubs der 2. Bundesliga, als bester Verteidiger der 2. Bundesliga ausgezeichnet.

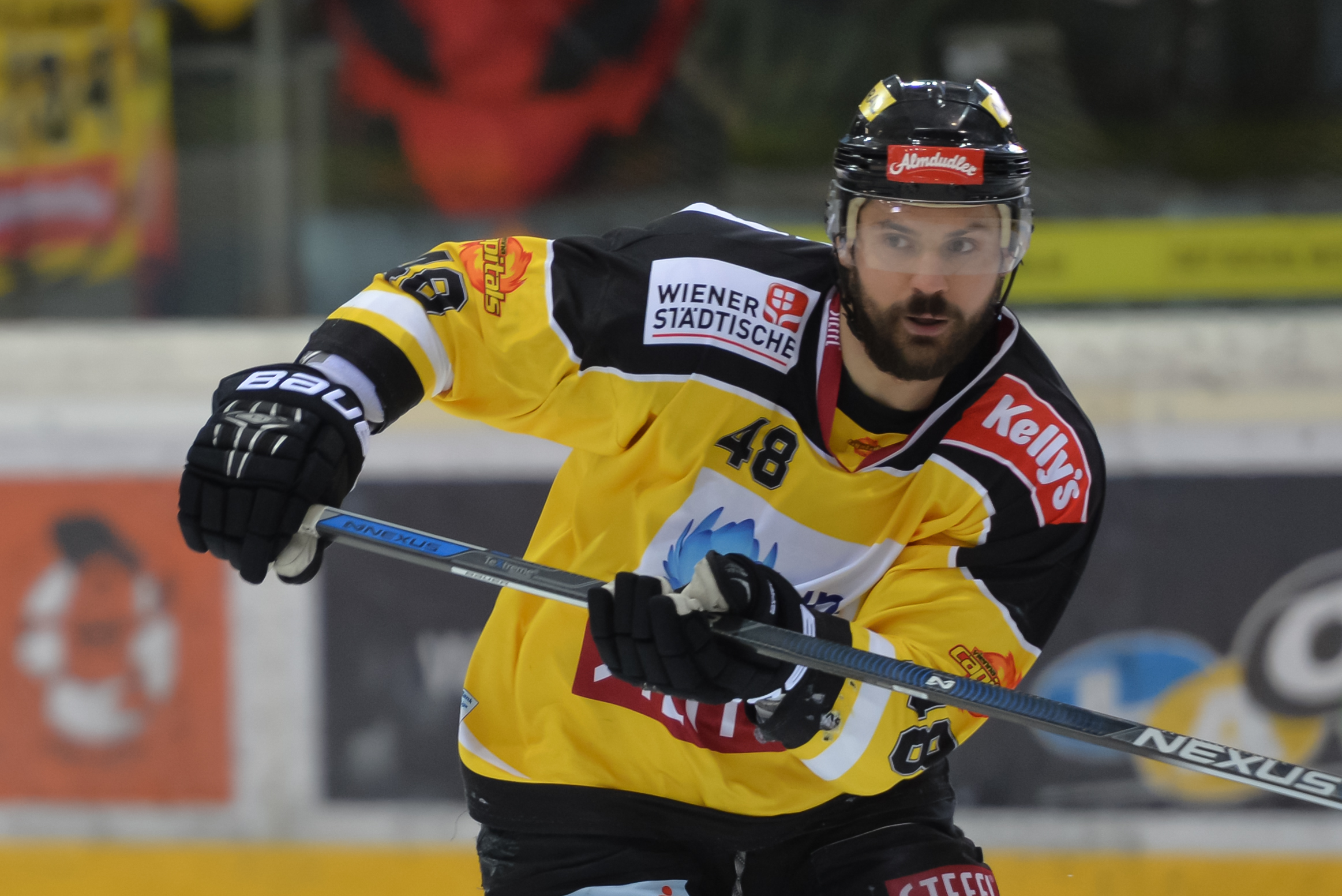
Iberer im Trikot der Vienna Capitals (2016)

Im Frühjahr 2012 erhielt Iberer einen Vertrag beim IF Troja-Ljungby aus der HockeyAllsvenskan. Als er sich dort nicht durchsetzen  konnte, wechselte er im Dezember des gleichen Jahres zum EC KAC, mit dem er 2013 Österreichischer Meister wurde. Zwischen Juni 2014 und Sommer 2016 stand er bei den Vienna Capitals unter Vertrag und absolvierte über 120 EBEL-Partien für den Klub. Anschließend wechselte er für kurze Zeit zu  KS Cracovia aus Krakau, um für die polnische Mannschaft in der Champions Hockey League zu spielen. Nach dem Ausscheiden von Cracovia reiste er nach Nordamerika und wurde von den Reading Royals aus der ECHL verpflichtet.
Ab Mai 2017 stand Florian Iberer wieder bei den Graz 99ers unter Vertrag und lief für den Klub in 31 Spielen auf (3 Tore, 4 Assists), ehe sein Vertrag im Januar 2018 aufgelöst wurde.

### International
Ab 1998 vertrat Florian Iberer sein Heimatland bei internationalen Turnieren, zunächst in der U18- und später in der U20-Nationalmannschaft. 1999 nahm er mit der U18-Auswahl an der U18-Junioren-B-Weltmeisterschaft in Frankreich teil und gewann die Silbermedaille. 2002 gehörte er zum Kader des U20-Nationalteams, das bei der U20-Junioren-Weltmeisterschaft der Division I den zweiten Platz belegte.
2005 wurde er das erste Mal in die Herren-Nationalmannschaft berufen und absolvierte seine ersten Länderspiele beim Slovakia Cup und während der Weltmeisterschafts-Vorbereitung. Insgesamt brachte er es bis 2008 auf 16 Länderspiele für das österreichische A-Nationalteam. Im Februar 2008 wurde Iberer in den Kader für die Euro Ice Hockey Challenge berufen.
Im Juli 2010 nahm Florian Iberer zusammen mit seinem Bruder Martin an der Inlinehockey-Weltmeisterschaft teil, bei der das Team Austria die Division I gewann.

## Erfolge und Auszeichnungen
- 2012 Verteidiger des Jahres der 2. Bundesliga
- 2013 Österreichischer Meister mit dem EC KAC

## Karrierestatistik
(Legende zur Spielerstatistik: Sp oder GP = absolvierte Spiele; T oder G = erzielte Tore; V oder A = erzielte Assists; Pkt oder Pts = erzielte Scorerpunkte; SM oder PIM = erhaltene Strafminuten; +/− = Plus/Minus-Bilanz; PP = erzielte Überzahltore; SH = erzielte Unterzahltore; GW = erzielte Siegtore; 1 Play-downs/Relegation; Kursiv: Statistik nicht vollständig)